# Der große Alexanderzug
Der große Alexanderzug ist ein 1967 erschienener Jugendroman von Hans Baumann. Er handelt vom Leben Alexander des Großen.

## Inhalt
Der Deutsche Taschenbuchverlag (dtv junior) umschreibt das Buch wie folgt: 

„Nur 33 Lebensjahre standen Alexander dem Großen zur Verfügung. Vierzehn Jahre war er König; in dieser Zeit eroberte er die halbe Welt. Ein ‚Tagläufer‘, der die Schritte der vorwärtsstürmenden Kolonnen zählen muß und damit die zurückgelegten Strecken mißt, berichtet vom Leben Alexander des Großen. Er trägt keine Waffen und nimmt an keiner Schlacht teil. Er hat Muße, seinen Herrn zu beobachten, und sammelt Geschichten, die Freunde, Soldaten, Bänkelsänger, Makedonen, Perser und Inder über den großen Heerführer erzählen. So wird es ihm möglich, die wichtigsten Lebensstationen seines Herrn zu schildern.“

Der große Alexanderzug gliedert sich in eine Einleitung (Der Erzähler stellt sich vor), einem Hauptteil mit 55 Kapiteln sowie einem Schlussteil (Der Erzähler verabschiedet sich). 
Der Hauptteil erzählt die Geschichte vom zwölfjährigen Alexander bis hin zum Verfall seines Weltreiches nach seinem Tod. Nach dem Ableben seines Vaters Philipp II. wird Alexander König von Makedonien. Im Krieg gegen Dareios III. und das Altpersische Reich der Achämeniden wächst in ihm der Wille, Herrscher ganz Asiens zu werden. Er siegt am Granikos und bei Issos. Alexander erobert Tyros und Gaza. Nach der Eroberung Ägyptens gründet er Alexandrien, so wie auf seinem Feldzug viele weitere Stadtgründungen seinen Namen tragen werden. Nach der Erstürmung der Königsburg Persepolis beginnen seine Truppen zu morden und zu brandschatzen. Alexander ist erschüttert und lässt das brennende Persepolis löschen. Er möchte König der Perser und nicht König über Persien sein. Kurze Zeit darauf wird Dareios von Bessos ermordet. Alexander lässt Dareios in Persepolis feierlich neben den anderen Perserkönigen bestatten. Im Anschluss richtet er Bessos, den Mörder seines einstigen Rivalen. Mit der spürbaren Hinwendung zu den besiegten Völkern und der Annahme persischer Rituale entfremdet er sich von den Makedonen, die langsam des Krieges müde werden. Seine Macht weiß er nur durch despotisches Verhalten aufrechtzuerhalten. So richtet er seine Kritiker Philolates, Parmenion und Kleitos. 
Nach Persien wandte Alexander sich Indien zu, musste aber nach etlichen Schlachten erkennen, dass er Indien nicht besiegen und das Ende Asiens nicht erreichen könne. Er kehrte nach Persien zurück, wobei er ein Großteil seines Heeres in der Wüste Gedrosien verliert. Ein anderer Teil erreicht das Ziel unter der Führung Admiral Nearchs mit Alexanders Flotte. Die Ankunft des Heeres begeht Alexander in Susa mit einem großen Fest und einer Massenhochzeit. Er selbst erwählt sich zwei neue Frauen, darunter die älteste Tochter von Dareios. Noch schlägt er kleine Meutereien nieder, doch nach dem Tod seines Freundes Hephaistion zieht er gezeichnet nach Babylon, wo er infolge eines Fieberanfalls stirbt. Nach seinem Tod findet sich kein Nachfolger, und das Reich des Makedonen zerfällt durch Neid und Krieg.
Im Schlussteil resümiert der Erzähler in Form eines namenlosen „Tagläufers“ über Alexander und die anderen Protagonisten der Geschichte. Er fasst seine Sympathien wie folgt zusammen: 

„Meine Liebe freilich hat nicht ihm gehört. Sie wandte sich andern zu, die mir auf dem großen Zug begegnet sind: Poros, dem Besiegten, und Taxiles, der Alexander allein entgegenritt und eine waffenlose Hand ausstreckte. Als der größte unter den Königen erschien mir Dindimus, der seinen Soldaten nach Hause schickte, damit die Felder bestellt würden. 
Näher noch steht meinem Herzen Nearch, der Kreter. Und meine Bewunderung gehört Kallisthenes, der vor dem König stehenblieb, als andere den Kniefall taten, und der ohne Furcht sagte, was er dachte.
An Alexander entdeckte ich vieles, was mich erschreckte. Aber ich sah auch, daß er der Reue fähig war, wenn er sich zu einer verwerflichen Tat hatte hinreißen lassen.“

Dieses Resümee kann durchaus als autobiografische Verarbeitung Baumanns mit der Zeit des Nationalsozialismus gewertet werden, sofern sein Verlag recht hat und seine Aussage über seinen Roman Ich zog mit Hannibal auch hier Gültigkeit besitzt:

„Es ist kein historisches Buch. Ich habe versucht, zu beschreiben, was ich selbst erlebte, und ich nahm eine vergangene Szenerie, um es deutlicher zu machen.“

## Ausgaben
Der große Alexanderzug erschien zuerst im Ehrenwirth Verlag (Verlagsgruppe Lübbe), später (ab 1977) im Programm dtv junior des Deutschen Taschenbuchverlages, wo es die 11. Auflage erreichte. Es wurde auch ins Englische übersetzt und erschien in London und New York unter dem Titel Alexander's Great March.